# 格里森定理
格里森定理(Gleason's Theorem)是与量子物理中概率解释相关的一个数学结果。它建立了希尔伯特空间上的投影算子与相应的概率之间的联系，可以被视作量子测量假设的数学支撑。更进一步说， 是量子逻辑的基石且是证明定域隐变量理论和量子力学不相容。
定理: 假设 H 是可分的希尔伯特空间, {\displaystyle H}上的一个测度函数{\displaystyle f}, 其中{\displaystyle f}是从{\displaystyle H}的闭子空间到非负实数的映射. 设{\textstyle \{A_{i}\}}是{\displaystyle H}的互相正交子空间的可数集, 这个可数集的线性生成空间是 B, 且有{\textstyle f(B)=\sum _{i}f(A_{i})}. 若{\textstyle \dim(H)\geq 3},那么任意一种测度{\displaystyle f}都可以写成{\textstyle f(A)=\mathrm {tr} (WP_{A})}, 其中W是半正定的迹类算子,  {\textstyle P_{A}}是{\textstyle A}的正交投影.
迹类算子{\textstyle W}可以是密度算子，也可以是量子态。这个定理有效的说明了空间上的任何合理测量结果的概率测度都是有某种量子态生成。